# Bakrie Tower
La Bakrie Tower (es decir la Torre Bakrie) es un rascacielos situado en Yakarta, la capital de Indonesia. 

## Características
Su construcción comenzó en 2006 y terminó en 2009. Con 50 pisos y 214 metros, es la 21 más alta tanto de Yakarta como de Indonesia. Fue diseñada por la firma Hellmuth Obata & Kassabaum, que ya había construido en esa ciudad en los años 1990 las torres Grand Hyatt Jakarta (1991), Wisma GKBI (1995) y Hotel Mulia Senayan (1997), y más recientemente la Wisma Mulia (2003).